# Campeonato Paraguaio de Futebol de 1930
O Campeonato Paraguaio de Futebol de 1930 foi o vigésimo terceiro torneio desta competição.  Participaram catorze equipes. Não houve rebaixamento na edição anterior, mas sim a inclusão de mais clubes no primeiro escalão.
| Equipe                 | Cidade   | Departamento     | No ano anterior                                                           | Estádio | Capacidade | Títulos                                            | Participações |
| ---------------------- | -------- | ---------------- | ------------------------------------------------------------------------- | ------- | ---------- | -------------------------------------------------- | ------------- |
| Club River Plate       | Assunção | Distrito Capital | Quarto Lugar                                                              | --      | --         | 0 (não possui)                                     | 16            |
| Club Cerro Porteño     | Assunção | Distrito Capital | Nono Lugar                                                                | --      | --         | 4 (1913, 1915, 1918, 1919)                         | 17            |
| Club Guaraní           | Assunção | Distrito Capital | Quinto Lugar                                                              | --      | --         | 4 (1906,1907, 1921, 1923 )                         | 22            |
| Club Nacional          | Assunção | Distrito Capital | Sexto Lugar                                                               | --      | --         | 4 (1909, 1911, 1924, 1926)                         | 23            |
| Club Olimpia           | Assunção | Distrito Capital | Campeão                                                                   | --      | --         | 7 (1912, 1914, 1916, 1917,1925, 1927, 1928, 1929 ) | 23            |
| Sol de América         | Assunção | Distrito Capital | Oitavo Lugar                                                              | --      | --         | 0 (não possui)                                     | 17            |
| Club Libertad          | Assunção | Distrito Capital | Vice Campeão                                                              | --      | --         | 2 (1910, 1920)                                     | 18            |
| General Caballero      | Assunção | Distrito Capital | Décimo Lugar                                                              | --      | --         | 0 (não possui)                                     | 3             |
| Club Sportivo Luqueño  | Luque    | Central          | Terceiro Lugar                                                            | --      | --         | 0 (não possui)                                     | 6             |
| Atlántida Sport Club   | Assunção | Distrito Capital | Sétimo Lugar                                                              | --      | --         | 0 (não possui)                                     | 14            |
| Club Presidente Hayes  | Assunção | Distrito Capital | Vice-Campeão do Campeonato Paraguaio de Futebol de 1929 - Segunda Divisão | --      | --         | 0 (não possui)                                     | 10            |
| CALT                   | Assunção | Distrito Capital | Campeão do Campeonato Paraguaio de Futebol de 1929 - Segunda Divisão      | --      | --         | 0 (não possui)                                     | 1             |
| Club Presidente Alvear | Assunção | Distrito Capital | Ascendido do Campeonato Paraguaio de Futebol de 1929 - Segunda Divisão    | --      | --         | 0 (não possui)                                     | 1             |
| Club Universo          | Assunção | Distrito Capital | Ascendido do Campeonato Paraguaio de Futebol de 1929 - Segunda Divisão    | --      | --         | 0 (não possui)                                     | 1             |

## Premiação
| Campeonato Paraguaio 1930 Primeira Divisão |
| Assunção                                   |
| ------------------------------------------ |
| Club Libertad Campeão (3º título)          |